# Костурови
Костуровите (Percidae) са семейство актиноптери от разред Бодлоперки (Perciformes).
Таксонът е описан за пръв път от Жорж Кювие през 1816 година.

## Родове
Подсемейство Acerinae
- Gymnocephalus – Бибани

Подсемейство Etheostomatinae
- Ammocrypta
- Crystallaria
- Etheostoma
- Nothonotus
- Percina

Подсемейство Luciopercinae
- Romanichthys
- Sander – Бели риби
- Zingel – Вретенарки

Подсемейство Percarininae
- Percarina

Подсемейство Percinae
- Perca – Костури